# Hans Henrik Andersen
Hans Henrik Andersen (Frederiksberg, 1 de mayo de 1937 – 3 de noviembre de 2012) fue un profesor del Instituto Niels Bohr en la Universidad de Copenhague (emérito desde 2004). Fue el fundador y coeditor de la revista científico "Nuclear Instruments and Methods in Physics Research B".
Hizo importante contribuciones en varios campos de la física atómica y en la física del estado sólido, especialmente en el campo del poder de frenado de materia para partículas de carga rápida. La precisión (0,3-0,5%) de sus mediciones es insuperable incluso hoy en día (2006). Se hicieron midiendo la cantidad de calor depositado en una lámina a la temperatura del helio líquido (-269 °C).
Juntos con su colaboración, logró demostrar en 1969 que el poder de detención para las partículas alfa rápidas es más de cuatro veces mayor que la de los protones. Dado que el número atómico (Z) de las partículas alfa es exactamente el doble de grande que el de los protones, eso significa que la potencia de detención no es exactamente proporcional a Z 2, como lo haría la simple fórmula de Bethe. Esa fue una prueba adicional de la existencia del efecto Barkas.